# Тужерино
Туже́рино — деревня в Струго-Красненском районе Псковской области России. Входит в состав сельского поселения «Марьинская волость».

## География
Находится на северо-востоке региона, в центральной части района, в лесной местности около руч.
Крутик (Чернец) и вблизи оз. Тужеринское (Шутово).
Уличная сеть не развита.

## История
Первое упоминание — 1498 год. В списках селений Щирского погоста Шелонской пятины упоминалась деревня Тужерино.
В 1786 г. сельцо Тужилина Лужского уезда, что была деревня, принадлежало прапорщице Ирине Ивановне Вельяшевой.
В 1840-50 гг владелец усадища Тужерино - помещик Назимов.
До прихода советской власти — помещичье имение.
В 1941—1944 гг. деревня находилась под фашистской оккупацией войсками Гитлеровской Германии.
В ночь со 2 на 3 декабря 1943 года часть жителей деревни вместе с частью жителей соседней деревни Перехожа были сожжены эстонскими карателями в помещении почты деревни Леоново.
3 декабря 1943 года деревня была сожжена.
После войны деревня была отстроена, но не пережила развала СССР - на карте 2001 года помечена, как не жилая.
Согласно Закону Псковской области от 28 февраля 2005 года деревня Тужерино вошла в состав образованного муниципального образования «Марьинская волость».

## Население
| 2001 | 2002 | 2010 | 2011 |
| ---- | ---- | ---- | ---- |
| 2    | ↗6   | ↘2   | ↗3   |

 В 1911 г. число жителей в деревне, относившихся к Щирскому приходу - 117 человек.

## Инфраструктура
В 1930-41, 1944-50 годах действовал колхоз «Красное Тужерино». С 1950 года — бригада Тужерино колхоза «Пламя».
Дачи.

## Транспорт
Деревня доступна по просёлочным дорогам и дороге местного значения из деревни Перехожа.